# Thomas Paléologue
Titre
Prétendant au trône impérial Byzantin
29 mai 1453 – 12 mai 1465 
 11 ans, 11 mois et 13 jours
Thomas Paléologue (1409-1465) est le dernier fils de l'empereur byzantin Manuel II Paléologue et d'Hélène Dragaš. Continuateur de la dynastie Paléologue à la mort de son frère Constantin XI Paléologue, dernier empereur byzantin, mort sans descendant en 1453 lors de la chute de Constantinople, il est despote de Morée de 1443 à 1460, date à laquelle Mehmed II achève la conquête du Péloponnèse. Il termine sa vie comme condottiere en Italie.

## Biographie
Après la victoire finale des Byzantins contre la principauté d'Achaïe en 1430, il épouse la fille et héritière du dernier prince, Catherine Zaccaria.

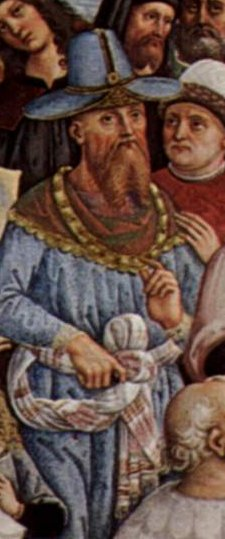
Détail d'une fresque de Pinturicchio, vers 1471.

En 1448, au décès de son frère aîné Jean VIII Paléologue, Thomas Paléologue soutient ouvertement son frère Constantin XI, désigné comme successeur par l'empereur défunt, contre les ambitions de leur frère Démétrios Paléologue. Le despotat est partagé entre les deux frères, Thomas régnant sur le nord-ouest de la presqu'île depuis Patras.
Après la chute de Constantinople en 1453, la Morée devient la seule portion de territoire grec demeurée aux mains des Byzantins, mais n'est pas en état de tenir le rôle qu'avait tenu Nicée après 1204. Les deux frères se disputent les dépouilles de l'Empire romain d'Orient.
L'invasion ottomane de 1452 avait produit un choc dans la population, décidée à se débarrasser des deux co-despotes Paléologue, Thomas et Démétrios : une insurrection éclata, menée par Manuel Cantacuzène (probablement un descendant de Manuel Cantacuzène, premier despote de Morée) qui bénéficie du soutien populaire. En octobre 1454, Umur Pacha fut envoyé en Grèce pour y rétablir l'ordre et obligea Manuel Cantacuzène à s'exiler. Thomas et Démétrios assumèrent ensemble le despotat de Morée mais ne cessèrent de se quereller : Thomas souhaitait en effet faire appel au pape pour reprendre Constantinople aux Ottomans, tandis que Démétrios souhaitait pactiser avec ses derniers.
Cette querelle eut pour conséquence d'engendrer l'anarchie dans la partie du despotat demeurée sous leur autorité : les grands propriétaires devinrent libres d'agir à leur guise, ce qui plongea le pays dans le chaos, causant un grave préjudice économique.
En 1458, les Ottomans conquirent Patras et Corinthe, qui tombèrent sous leur administration, réduisant ainsi le despotat de Morée à la majeure partie sud du Péloponnèse. Thomas et Démétrios en demeurèrent co-despotes mais se trouvèrent réduits à une stricte vassalité vis-à-vis du sultan, auquel ils devaient un tribut annuel.
Fin 1460, Mehmed II envahit la Morée, décidé à n'en faire plus qu'une province de l'Empire ottoman. Le 29 mai 1460, Mistra tomba aux mains des Ottomans et Thomas s'enfuit vers Corfou.
En novembre 1460, Thomas Paléologue se réfugia à Rome, avec un grand nombre de ses soldats, auprès du pape Pie II, auquel il apporta en cadeau la tête de l'apôtre André, qu'il avait amenée de Patras. Il constitua une condotta qui fut réputée sur les champs de bataille italiens.
Il meurt à Rome en mai 1465.

## Descendance
Thomas Paléologue et Catherine Zaccaria ont quatre enfants :
- Hélène Paléologue de Morée, épouse Lazar Branković de Serbie.
- André Paléologue (1453-1502).
- Manuel Paléologue (1455-1512), fait allégeance aux Ottomans et a deux fils : Jean (mort très jeune) et André (qui se convertit à l'Islam).
- Sophie Paléologue (1455-1503), épouse en 1472 le tsar Ivan III de Russie.